# チベット語訳聖書
チベット語訳聖書（チベットごやくせいしょ、英語: Bible translations into Tibetan）ではキリスト教聖書のチベット語への翻訳を扱う。チベット語は中国チベットを中心に、その周辺の青海省・四川省およびインドのラダックなどのチベット民族が使っている言葉である。
シナ・チベット語族チベット・ビルマ語派チベット諸語に属する言語で、チベット文字で表記する。チベット諸語の内のラサを中心とした中央チベット方言以外に二つの大きな方言があり、チベット語から派生したラダック語もある。

## チベット語
1868年ごろ以降、おもにインドのラダック地区で、聖書のチベット語への部分訳が試みられて、1885年にモラヴィア兄弟団によって『新約聖書』の古典チベット語（Classical Tibetan）全訳が完成した。これは後に改訂されて、英国外国聖書協会から出版された。古典チベット語を使った理由は、これの方が様々な方言の人たちへも対応できると考えたからであった。
程なく『旧約聖書』もモラヴィア兄弟団によってやはり古典チベット語を使って翻訳されたが、実際に旧新約全書として出版されたのは1948年を待つことになった。これはチベット語聖書OV（旧約）として知られている（写真：チベット語旧新約聖書OV（バイブルハウス南青山））。
チベット語訳聖書の活動で大きな問題は、チベット仏教が大多数を占める地域で、仏教経典で使われている「高度な」チベット語文語にするか、日頃使われている口語に近づけるかで、双方とも利点と欠点があった。1959年には、チベットとラダックの両方に受け入られるようにと、「中度の」チベット文語の版が発行されたが、これはラダックの人たちには理解が難しかった。
現在、中央チベット方言の聖書が完成していて、携帯電話用App、EPUB、PDFファイルで配布されている

## ラダック語
ラダック語はチベット語と近しい関係の言葉で、インドのラダック連邦直轄領東部に住むチベット族に使われている。19世紀末以降様々な形でラダック語文語・口語による翻訳が試みられた。
現在、ラダック語新約聖書が発行されていて、電子配布が行われている。

## 参照項目
- チベット
- ウ・ツァンチベット語 (中央チベット方言)
- ラダックの宗教
- 聖書翻訳
- 言語別聖書の一覧